# Метропольные города Италии
Метропо́льный город (итал. Città metropolitana) — территориальная единица Италии, существующая с 1 января 2015 года.
Метропольный город включает в себя большой город и небольшие близлежащие города, тесно связанные с ним экономически и основными государственными службами, а также культурными отношениями и территориальными особенностями.

## История
Оригинальный закон 1990 года предложил в качестве метропольных городов коммуны Турина, Милана, Венеции, Генуи, Болоньи, Флоренции, Рима, Бари, Неаполя и прилегающие к ним одноимённые провинции, оставляя за автономными областями право уточнить список метрополий на своей территории.
Поправками 2009 года в список была добавлена коммуна Реджо-ди-Калабрия. Метрополиями, учреждёнными в автономиях, стали: Кальяри в Сардинии, Катания, Мессина и Палермо в Сицилии.
3 апреля 2014 года итальянский парламент одобрил закон, который устанавил 10 метропольных городов в Италии, без учёта автономных регионов. Новые метропольные города начали функционировать с 1 января 2015 года.

## Организация
Метропольные города состоят из коммун (муниципалитетов), которые раньше входили в одну и ту же провинцию. Каждый Метропольный город возглавляет столичный мэр (sindaco metropolitano) при содействии законодательного органа, столичный совет (итал. consiglio metropolitano), а не Законодательное Собрание, метропольная конференция (итал. conferenza metropolitana). Члены метропольного совета выбираются мэрами и членами городского совета каждой коммуны в метропольном городе, столичный мэр является мэром столицы территории. Столичная конференция состоит из мэров муниципалитетов близких к столице.
Основными функциями, возложенными на новые метропольные города:
- местное планирование и зонирование;
- обеспечение местных полицейских служб;
- транспорт и городские услуги.

## Метропольные города
| Метропольный город | Метропольный город                | Центр             | Область        | Территория (км²) | Население (чел.) | Плотность населения (чел./км²) | Получение статуса | Мэр                             |
| ------------------ | --------------------------------- | ----------------- | -------------- | ---------------- | ---------------- | ------------------------------ | ----------------- | ------------------------------- |
|                    | Рим Roma                          | Рим               | Лацио          | 5352             | 4 336 915        | 810                            | 3 апреля 2014     | Роберто Гуальтьери (PD)         |
|                    | Милан Milano                      | Милан             | Ломбардия      | 1575             | 3 190 340        | 2026                           | 3 апреля 2014     | Джузеппе Сала (беспартийный)    |
|                    | Неаполь Napoli                    | Неаполь           | Кампания       | 1171             | 3 128 702        | 2672                           | 3 апреля 2014     | Гаэтано Манфреди (беспартийный) |
|                    | Турин Torino                      | Турин             | Пьемонт        | 6829             | 2 293 340        | 336                            | 3 апреля 2014     | Стефано Ло Руссо (PD)           |
|                    | Палермо Palermo                   | Палермо           | Сицилия        | 5009             | 1 276 525        | 255                            | 4 августа 2015    | Роберто Лагалла (UC)            |
|                    | Бари Bari                         | Бари              | Апулия         | 3821             | 1 251 004        | 327                            | 3 апреля 2014     | Вито Леччезе (PD)               |
|                    | Катания Catania                   | Катания           | Сицилия        | 3574             | 1 116 168        | 312                            | 4 августа 2015    | Сальво Пульезе (Fdl)            |
|                    | Флоренция Firenze                 | Флоренция         | Тоскана        | 3514             | 1 007 435        | 287                            | 3 апреля 2014     | Дарио Нарделла (PD)             |
|                    | Болонья Bologna                   | Болонья           | Эмилия-Романья | 3702             | 1 005 831        | 271                            | 3 апреля 2014     | Маттео Лепоре (PD)              |
|                    | Генуя Genova                      | Генуя             | Лигурия        | 1839             | 864 008          | 470                            | 3 апреля 2014     | Марко Буччи (беспартийный)      |
|                    | Венеция Venezia                   | Венеция           | Венеция        | 2462             | 858 455          | 349                            | 3 апреля 2014     | Луиджи Бруньяро (CI)            |
|                    | Мессина Messina                   | Мессина           | Сицилия        | 3266             | 647 477          | 198                            | 4 августа 2015    | Федерико Базиле (SV)            |
|                    | Реджо-ди-Калабрия Reggio Calabria | Реджо-ди-Калабрия | Калабрия       | 3183             | 558 959          | 176                            | 3 апреля 2014     | Джузеппе Фалькомата (PD)        |
|                    | Кальяри Cagliari                  | Кальяри           | Сардиния       | 1248             | 431 302          | 346                            | 4 февраля 2016    | Паоло Труцци (Fdl)              |